# ライプニッツ係数
ライプニッツ係数とは、交通事故などの人身障害事件における損害賠償のなかで、長期に発生する介護費用や就労機会喪失や減少による逸失利益など、時間と関係する賠償金を一時金に換算する方法である。民法で定められた法定利率（2023年現在3％）を用いた期末払いの複利年金現価である。「ライプニッツ」とは、16世紀のドイツの数学者ゴットフリート・ライプニッツにちなむ。

## 算出方法
毎年、期末に1円を受け取る複利の年金現価は下記のように表せられる。
利率＝i、年数＝n　として
年金現価 {\displaystyle ={\frac {1}{(1+i)}}+{\frac {1}{(1+i)^{2}}}+{\frac {1}{(1+i)^{3}}}....+{\frac {1}{(1+i)^{n}}}}
{\displaystyle =\sum _{t=1}^{n}{\frac {1}{(1+i)^{t}}}}
例：3年間のライプニッツ係数を求める場合
利率＝法定利率5％
年数＝3年
ライプニッツ係数＝0.9523+0.9070+0.8638=2.723

## 英国と米国
英国においても、米国においても、損害賠償を一時金で支払う際の計算には年金現価が用いられるが、ライプニッツ係数という言葉は一般的ではない。用いられる割引率（利率）によって被害者が受け取る金額が大きく異なり、特に長期に渡る損害額にその振れが激しくなるので、どのような割引率を用いるかが議論の中心となっている。英国では、2003年損害賠償法が改訂されるまで、損害賠償の支払方法は一時金が主で定期金賠償で支払われることは殆どなかった。最高裁の役割を負っていた貴族院においてもどのような割引率を用いるべきかについて、ウェルズ・ジャッジメントと呼ばれる判決が下されている。米国においては、長期に発生する損害賠償については、原則定期金賠償を用いることになっている。

## 民法改正に伴う法令利率の見直し
日本では民法により法定利率固定5％を割引率として用いることとなっている。従って、上記式で計算した年金現価表の5％の欄が現行のライプニッツ係数の表に相当する。5％という数字の妥当性については議論のあるところで、2014年7月末に決定している｢民法改正（債権関係）要領原案｣により民法第404条の定める法定利率が現行固定5％から3％に下げられその後3年毎に1％の刻みで見直しされる案が提示され、2015年の通常国会に提出を予定している。法定利率が引き下げられれば、その結果として損保が支払う損害賠償金が増額し、経済活動を支える自動車保険料などに影響を与えかねないと憂慮する声もある。2020年4月1日より法定利率は3%に引き下げられた。